# Choroszawka (obwód tambowski)
Choroszawka (ros. Хорошавка) – wieś (sieło) w Rosji, w obwodzie tambowskim, w rejonie inżawińskim. W 2010 liczyła 440 mieszkańców.